# Дом Солнца
«До́м Со́лнца» — российский художественный фильм Гарика Сукачёва, снятый по повести Ивана Охлобыстина «Дом восходящего солнца». Съёмки заняли около двух лет в Москве и Крыму (Балаклава, Карадаг, Керчь), и на экраны фильм вышел 1 апреля 2010 года.

## Сюжет
СССР. Начало 1970-х. Девушка из приличной московской семьи (дочь партийного руководителя) Саша после окончания школы успешно сдаёт экзамены в мединститут и случайно знакомится с Гердой и её друзьями-хиппи. Вскоре она влюбляется в лидера одной из общин — Солнце. Её новыми друзьями становятся фарцовщик Малой, чилийский революционер Хуан, Герда, длинноволосый Скелет, талантливый художник Кореец. Скучной советской действительности противопоставлено братство творческих личностей.
Отец Саши в награду за поступление в ВУЗ дарит Саше путёвку на отдых в Болгарию, но Саша по пути в аэропорт останавливает автобус и с компанией хиппи едет в Крым к морю. Саша учится пить вино из бутылки и страдает от странностей Солнца, который постоянно куда-то исчезает. На юге хиппи останавливаются «дикарями» в частном доме, ходят на импровизированные дискотеки и танцуют под рок-музыку, которую транслирует на пиратском радио загадочная «Баба Беда» (как оказывается, дочь начальницы местной милиции). К хиппи, а также к близкому им Корейцу, всё это время присматривается сотрудник КГБ, присланный из Москвы; в итоге Корейца арестовывают на автовокзале, когда он собирается возвращаться в Москву.
После потасовки с «дембелями»-пограничниками хиппи попадают в милицию. Для их вызволения Солнце сначала обращается к своему отцу, советскому адмиралу (здесь выясняется, что Солнце смертельно болен и нуждается в серьёзном лечении в Москве), а потом к «Бабе Беде», которая дает деньги на взятку своей матери-милиционеру. После освобождения хиппи на берегу моря при свете костров начинается вечеринка. Тем временем Солнце сжигает свой шалаш («дом солнца», который он показал только Саше).
В конце фильма зрители узнают, что Солнце умер на операционном столе до того, как за ним пришли люди из госбезопасности. Малой покончит жизнь самоубийством, Скелет погибнет в Афганистане, Герда с Хуаном поженятся, станут сейсмологами и пропадут без вести в Мозамбике, Кореец проведёт годы в спецпсихушке, потом эмигрирует и получит мировую известность, а Саша вернется в Москву к своей обычной жизни и станет врачом-кардиологом. У неё семья и двое детей.

## В ролях
- Светлана Иванова — Саша Сергеева
- Станислав Рядинский — «Солнце»
- Дарья Мороз — «Герда», Полина Крепак
- Иван Стебунов — «Малой», Павел Кочетков
- Кирилл Поликашин — «Скелет», Виталий Гринцер
- Моисес Бланко — Хуан Мариа Арана Мортейру
- Алексей Горбунов — «Кореец», Борис Павлович Капельский
- Александр Мохов — Владлен Александрович, отец Саши
- Ольга Блок-Миримская — Антонина Анатольевна, мать Саши
- Анатолий Смиранин — Вадим, жених Саши
- Сергей Баталов — дядя Родион
- Анна Цуканова-Котт — «Баба Беда»
- Никита Высоцкий — адмирал Алексей Карелин, отец Солнца
- Михаил Ефремов — профессор Виктор Немчинов
- Михаил Горевой — сотрудник КГБ
- Иван Охлобыстин — лектор
- Чулпан Хаматова — Галина, жена Корейца
- Иван Макаревич — Андрей Макаревич (псевдокамео)
- Даниил Маргулис — Евгений Маргулис (группа «Машина Времени»)
- Велимир Русаков — Юрий Борзов (группа «Машина Времени»)
- Гарик Сукачёв — Владимир Высоцкий (в титрах не указан)
- Евдокия (Дина) Германова — руководитель туристической группы
- Нина Русланова — баба Оля
- Татьяна Агафонова — мать Бабы Беды, начальник отделения милиции
- Владимир Теплышев — гуру

Эпизодические роли в фильме сыграли: Александр Скляр, Ногон Шумаров, Булат Гафаров, Александр Сукачёв, сын Гарика Сукачёва, Михаил Жердин и другие.

## Художественные особенности
Молодёжное движение хиппи середины советских 1970-х годов приходит на смену «стилягам» середины 1950-х. Можно предположить даже, что некоторые из родителей героев фильма когда-то были теми самыми стилягами. Тем не менее, общий замысел Сукачёва и Охлобыстина иной. Начиная от легендарного первого концерта «Машины времени», разогнанного милицией, и заканчивая яркой прорисовкой мировоззрения хиппи, фильм строится на разнообразном музыкальном и повседневном материале, рисующем образ эпохи советского «застоя». Сама музыка — в отличие от фильма В. Тодоровского — в основном, привязана к изображаемой эпохе.

## Историческая основа
По словам режиссёра фильма, Гарика Сукачёва:
картину можно назвать костюмной — у нас же ретроистория, начало 70-х годов… Совсем чуть-чуть о хиппи, но в основном о любви. Это был очень короткий отрезок времени в нашей истории, но очень симпатичный. Тогда все только начиналось, и у нас в стране не было понятия «рок-музыка», никто не знал, что такое русский рок. А были такие необыкновенные, красивые люди.
Название фильма (и повести Охлобыстина, по которой он снят) отсылает к известной песне «The House of the Rising Sun», ставшей известной в исполнении группы «The Animals», в которой герой повествует о том, как погубил свою жизнь в доме Восходящего Солнца, и предостерегает от такой судьбы («Дом Восходящего Солнца» одни понимают как кабак или игорный дом, другие — как публичный дом, третьи — как тюрьму).
Прототипом Солнца — главного героя фильма — стал лидер и один из основателей московской системы хиппи — Юра «Солнышко» Бураков, который был сыном крупного чиновника и зарабатывал скупкой валюты и спекуляцией, деньги обычно пропивались. Был арестован при покупке наркотиков. Умер в 43 года во время эпилептического припадка, случившегося прямо на улице.
Действие фильма происходит в первой половине 1970-х годов, хотя изображаемые в фильме события не всегда с точностью до года соответствуют реальным. Так, выход в широкий прокат в СССР фильма «Генералы песчаных карьеров», который был показан на ММКФ в 1971 году, состоялся в 1974 году. Первое выступление группы «Машина времени» происходило в 1969 году, хотя Евгений Маргулис появился в группе лишь в 1975 году. В сцене, когда вместо выступления ВИА «Удачное приобретение» на сцену выходит «Машина времени», роли участников группы исполняют их дети — молодого лидера группы играет сын Андрея Макаревича Иван Макаревич, а Евгения Маргулиса — сын Данила Маргулис.
Хотя хиппи в фильме активно используют сленговые выражения, отмечалось, что некоторые из них являются анахронизмами. Так, реакция Герды на выступление «Машины времени»: «Это реально круто!» звучит слишком современно, в 70-е годы в ходу был иной жаргон.
В фильме власти предлагают хиппи провести демонстрацию с антивоенными лозунгами у американского посольства, но это оказывается ловушкой. Аналогичные события действительно имели место в июне 1971 года.

## Саундтрек
Большое внимание в фильме уделено музыке и музыкальному оформлению. Помимо оригинальной музыки в фильме звучат классические композиции зарубежной рок-музыки, советские песни и песни русских рок-групп.

### Оригинальная музыка
- Разгон демонстрации, Царская бухта, Гадание и Пляж: музыка — Николай Добкин
- Вудсток  и Драка: музыка — Дмитрий Варшавчик
- Арест Корейца: музыка — Николай Добкин и Игорь Сукачёв
- Битлз: музыка — Игорь Сукачёв

### Использованная музыка
- Steppenwolf — Born to Be Wild (M. Bonfire)
- Sixto Rodriguez — Rich Folks Hoax (S.D. Rodriguez)
- Sixto Rodriguez — Forget It (J. Rodriguez)
- Cactus — Parchman Farm (M. Allison)
- Christie — Yellow River (J. Cristie)
- The Doors — The End
- The Zombies — Time To Move
- The Way We Live — Angle (Jim Milne)
- The Way We Live — King Dick Two (Jim Milne, Steve Clayton)
- Grand Funk Railroad — Mean Mistreater (Mark Farner)
- La Cumparsita (Matos Rodriguez G.H., Maroni E.P., Contursi P., аранжировка: Н. В. Мирошник)
- Владимир Высоцкий — Здесь лапы у елей дрожат на весу… (В. С. Высоцкий)
- Машина времени — День гнева (Андрей Макаревич)
- Калинов Мост — Девочка летом (J.J. Cale)
- Калинов Мост — Блеснет (слова — Дмитрий Ревякин на музыку «The House of the Rising Sun»)
- Калинов Мост — Уходили из дома (Дмитрий Ревякин)
- Николай Добкин и Егор Шаманин — Я верю в Атлантиду (композитор Юрий Маркин)
- Ногон Шумаров и Булат Гафаров — Тува (Нагон Шумаров)
- В траве сидел кузнечик (В. Я. Шаинский, Н. Н. Носов), детский хор
- Надежда (А. Н. Пахмутова, Н. Н. Добронравов)
- Лучший город земли (Арно Бабаджанян), духовой оркестр
- Оркестр Джеймса Ласта — Einmal Noch Nach Bombay (Richard Germer)
- Оркестр Джеймса Ласта — Eine Seefahrt Die ist Lustig

В фильме использовались различные аранжировки Николая Добкина на песню The House of the Rising Sun.

## Факты
- Гарик Сукачев начал собирать деньги на съемку фильма (рабочее название — «Дом восходящего солнца») в 1995 году. В музыкальных журналах печатались обращения к бизнесменам и предпринимателям с просьбой о денежной помощи[8].

- Когда фильм запускали в работу, съемочная группа в рекламных целях устроила акцию — собирала деньги на Арбате. Актёр Станислав Рядинский принес белую механическую собаку, рядом с которой установили табличку «Подайте собаке на батарейки». Затем стояли возле Театра Вахтангова[9].